# Francisco Bilac Moreira Pinto
Francisco Bilac Moreira Pinto (Santa Rita do Sapucaí, 11 de abril de 1934 — Oliveira, 5 de agosto de 1983) foi um político brasileiro do estado de Minas Gerais. Foi deputado estadual em Minas Gerais, durante o período de 1967 a 1971 (6ª e 7ª legislaturas), pela ARENA.

. Deputado Federal representando o estado de Minas Gerais durante o período de 1975 a 1979 pela ARENA. 
Foi condecorado com a medalha Inconfidência. Ocupou o cargo de Secretário de Estado de Administração do Estado de Minas Gerais no período de 1967 a 1970.